# Oecetis keraia
Oecetis keraia là một loài Trichoptera trong họ Leptoceridae. Chúng phân bố ở miền Australasia.